# Christy and Constant

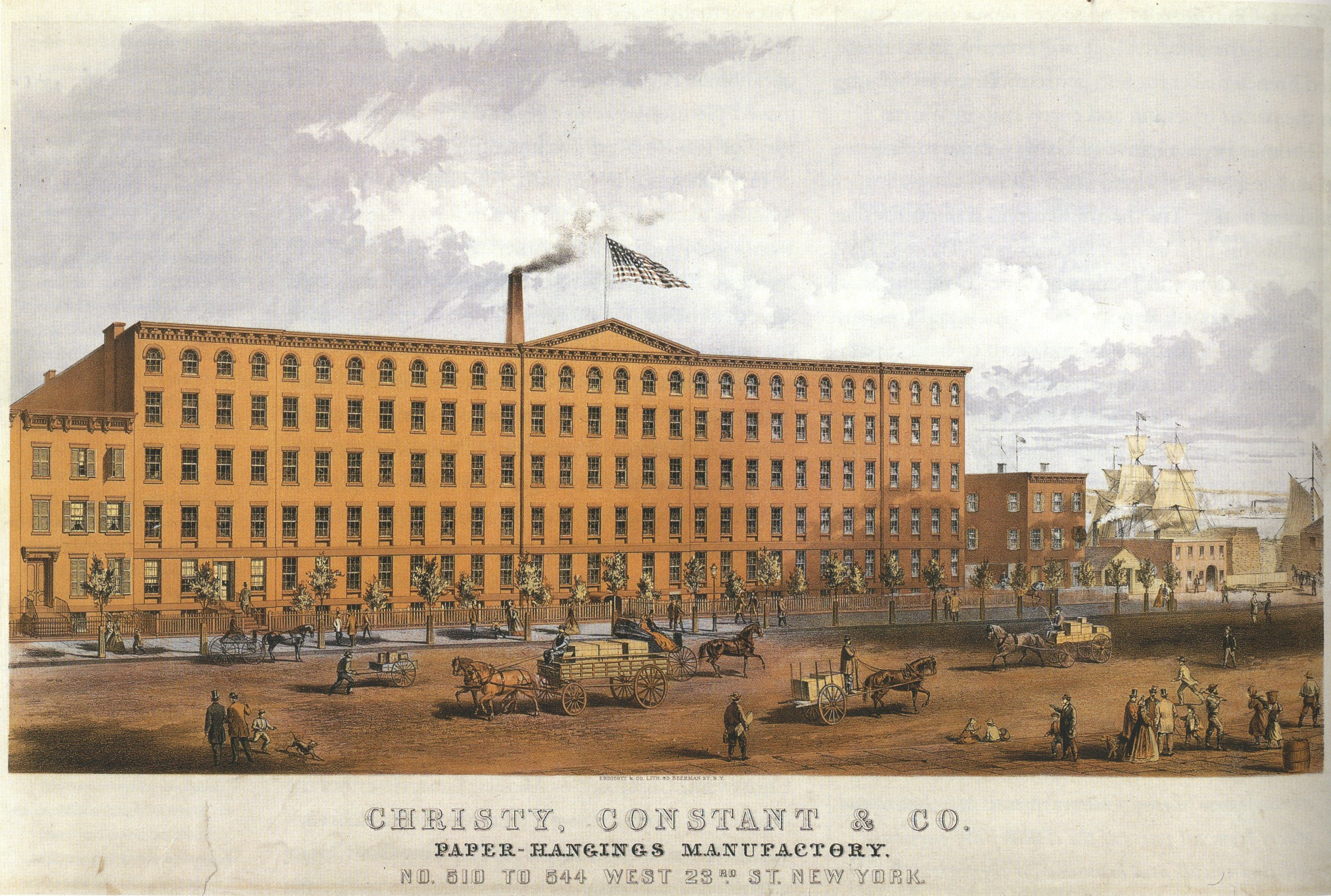
Fabrikgebäude von Christy, Constant & Co. in der West 23rd Street, um 1865

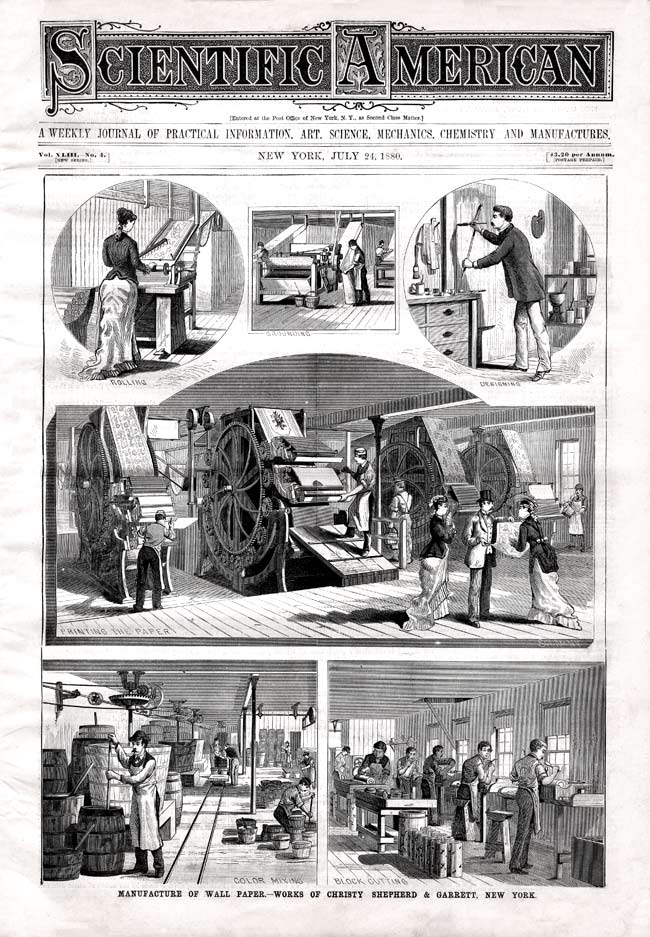
Tapetenherstellung in nämlicher Fabrik, abgebildet auf dem Titelblatt des Scientific American vom 24. Juli 1880

Christy and Constant war in der zweiten Hälfte des 19. Jahrhunderts einer der größten Produzenten von Tapeten in den Vereinigten Staaten. Sitz und Produktionsort der Firma war New York.
Der Bostoner Unternehmer Thomas Christy begann wohl bereits 1836 mit dem Import und/oder der Herstellung von Papiertapeten. 1842 wurde sein Schwager Samuel S. Constant Kompagnon. Die Manufaktur befand sich zunächst in der Maiden Lane. Um 1850 begann die industrielle Produktion in einem neuen fünfstöckigen Fabrikgebäude in der West 23rd Street, das seinerzeit zu den größten Industrieanlagen der Vereinigten Staaten gezählt wurde. Im Erdgeschoss des Gebäudes befanden sich nach einer Beschreibung aus dem Jahr 1868 vier große Rotationspressen mit je 12 Zylindern, von denen jede täglich bis zu 24.000 Yards Tapeten mit bis zu acht Farben gleichzeitig bedrucken konnte. In den oberen Stockwerken befanden sich neben weiteren Pressen für Bordüren und feinere Tapeten (etwa für Golddruck oder Satintapeten) Farbmörser und -mischvorrichtungen. Die Geschäftsräume des Unternehmens befanden sich in der 48 Murray Street. 
Laut dem Zensus 1860 beschäftigte das Unternehmen 150 Personen und erwirtschaftete einen Jahresumsatz von 250.000 US-Dollar. Christy and Constant warben kaum in den zeitgenössischen Zeitungen und Magazinen und eröffneten anders als viele Konkurrenten keinen repräsentativen Ausstellungsraum auf dem Broadway, was darauf schließen lässt, dass sie vor allem als Grossisten agierten. Mit wechselnden Teilhabern änderte das Unternehmen nach 1872 wiederholt seinen Namen (1872–73: Christy, Constant & Shepherd; 1874–84 Christy, Shepherd & Garrett; 1884–87 Christy, Shepherd & Walcott); 1887 wurde die Produktion eingestellt.
Das Unternehmen scheint seine Muster aus Frankreich bezogen zu haben; es gibt keine Hinweise auf eine eigene Designabteilung. Über die Muster selbst lassen sich kaum Aussagen treffen, da sich bis heute nur eine einzige Tapete erhalten hat, die sich dem Hersteller mit einiger Sicherheit zuordnen lässt.